# Riddim
Unter Riddim (von englisch rhythm ‚Rhythmus‘) wird in der Sprache der Reggae- und Ragga-Musiker ein Instrumentalstück verstanden, über das verschiedene Sänger ihre Songs singen. Musikalisch entspricht der Begriff in etwa dem Beat im Hip-Hop und dem Groove im Funk, die Bedeutung innerhalb der Genre Reggae und Ragga ist jedoch zentraler, da hier in der Regel mehr Künstler über dem gleichen Riddim singen. Das reicht von mindestens 3–5 bis zu mehreren 100 bei den klassischen Riddims (siehe unten).

## Charakteristika
Ein Riddim wird im Wesentlichen durch einen kurzen Basslauf über 1–4 Takte definiert. Bei Reggae-Riddims gehört meist noch eine charakteristische kurze Melodie, oft von Bläsern gespielt, dazu. Im Ragga ist der Bass meist so einfach, dass das Charakteristikum eher das Pattern des Drumcomputers kombiniert mit speziellen Soundgimmicks ist. Die Basis eines typischen Ragga-Riddims ist die synkopierte Bassdrum, die ihn von einem Offbeat-Reggae-Riddim unterscheidet:
```
Cymbal   . . . . . . x .
Snare    . . . . . . o .
Bassdrum o . . o . . . .

```

## Reggae-Riddims
Im Reggae gibt es von jedem Riddim ein Original, alle weiteren Aufnahmen sind Versions, und zwar vokale, instrumentale oder reine Dub Versions. Die meisten Singles aus Jamaika enthalten auf der B-Seite eine Dub Version, d. h. die Instrumentalspur der A-Seite, die mit Echoeffekten, Ein- und Ausblenden von Instrumenten sowie kurzen Einblendung von einzelnen prägnanten Gesangszeilen angereichert wird. Deejays (im Reggae-Sinn) nutzen die B-Seite um darüber zu toasten (vergleichbar mit dem rappen des Hip-Hop), was, auf Vinyl gepresst, eine weitere Version des Riddims darstellt. Vor allem in den 1970er und 1980er Jahren war es üblich, dass bei einem Hit auch konkurrierende Produzenten Versions des gleichen Riddims mit anderen Interpreten innerhalb weniger Wochen herausbrachten, was aufgrund der laxen Handhabung des Urheberrechts in Jamaika möglich war.
Riddims werden durch Langlebigkeit geadelt: Die meisten Klassiker stammen aus der Zeit von 1965 bis 1970 und wurden bisher jeweils mehrere hundert Mal geversioned. Neben Sängern und Vokalgruppen nutzen auch populäre Instrumentalisten wie der Saxophonist Dean Frazer oder Bongo Herman die Riddimtracks als Basis für eigene Einspielungen.
Der Name eines Riddims ist Konventionssache, oft ist es der Name des Originals (Real Rock, Ali Baba, Stalag), manchmal der einer bekannten Version (Answer, General, M 16). Manche Riddims sind unter mehreren Namen bekannt (Full Up/Kouchie) oder wurden bei neueren Aufnahmen neu gelabelt (Revolution/Intercom, Hot Milk/Quicksand).

## Ragga-/Dancehall-Riddims
Die 1986 einsetzende Version-Flut bei Ragga-Riddims (Dancehall-Riddim ist ein Synonym) entstand anders: Die Musik wurde erstmals digital erzeugt, die Produzenten konzentrierten sich auf die Erstellung des Basistracks, des Riddims. Je nach veranschlagtem Hitpotential wurden 10–20 und mehr Sänger auf den Riddim angesetzt, um ebenso viele unterschiedliche Versions mit jeweils anderem Text und anderer Gesangsmelodie in kürzester Zeit einzuspielen. Zeitgleich auf den jamaikanischen Markt geworfen vergrößerten die 10–20 Singles (die Selection) die Chancen des Produzenten auf einen Hit. Die zweite Vermarktungsform, meist erfolgreicher außerhalb Jamaikas, war das One-Riddim Album mit 10 Tracks auf einer LP und seit Beginn der 90er mit 16–20 Tracks auf einer CD.
Die Namensgebung des Riddims orientiert sich immer weniger an einem bestimmten Cut des Riddims, vielmehr wird der Name vom Produzenten willkürlich festgelegt. Manchmal hat er Bezug zu den musikalischen Elementen des Riddims (Bollywood, Cell Phone, Bounce), manchmal werden aktuelle Ereignisse oder politische Themen aufgegriffen (SARS, Zero Tolerance, Saddam Birthday Party), oft ist er humoristisch bis nichtssagend (Bookshelf, Tixx, Spanish Fly).

## Wichtige Riddims
Zum Anhören der verlinkten Hörbeispiele muss Java im Browser aktiviert sein.

### Klassische Reggae-Riddims
- Real Rock: Laut Statistik von www.riddimguide.com handelt es sich um den Riddim mit den meisten Versions (369 Einträge, wobei die tatsächliche Zahl bei weit über 1.000 Versions liegen müsste). Real Rock wurde 1967 als Instrumentalstück von C. S. Dodds Studioband Sound Dimension im Studio One aufgenommen. Mitte der 1970er Jahre ließ Dodd Willie Williams den später auch von The Clash gecoverten Song Armagideon Time aufnehmen, was den Beginn der immer noch andauernden Version-Flut von Real Rock markiert. Der Riddim ist minimalistisch: Die Basslinie besteht aus einem einzigen Takt, der durchgehend wiederholt wird, die Bläser spielen 5 Noten, die Orgel 3. Hörbeispiel (Seite nicht mehr abrufbar, festgestellt im Februar 2021. Suche in Webarchiven)
- Answer: Ebenfalls ein Studio One Original ist Never Let Go von Slim Smith von 1969. 1976 entstand im gleichen Studio das namensgebende The Answer von Lone Ranger. Spätere Produzenten, von Don Mais bis Bobby Konders, nahmen viele hundert weitere Cuts des Riddims auf. Ähnlich Real Rock ist es ein extrem einfacher, aber sehr markanter Riddim. Hörbeispiel
- Stalag: Winston Riley produzierte 1973 das Instrumentalstück von Ansel Collins namens Stalag 17, benannt nach Billy Wilders Film Stalag 17. Bei einem Soundclash improvisierte Tenor Saw 1985 Ring the alarm, another sound is dying über dem Riddim, die Massive (Besucher des Clashes) tobte, und wenige Tage später entstand im Studio eines der ersten Soundbwoy Burials, das den für Reggaeverhältnisse aggressiven Riddim zum Klassiker in Clashes machte. Hörbeispiel

### Digitale Reggae-Riddims
- Sleng Teng: 1985 ist das Geburtsjahr des digitalen Reggaes (Digi). Under Me Sleng Teng von Wayne Smith, produziert von King Jammy war so anders und neu, dass gleich zu Beginn des legendären transatlantischen Radio Clashs von 1985 Barry G und David Rodigan sich mit unzähligen Versions des Riddims gegenseitig zu übertrumpfen suchten. Der Riddim ist minimalistisch (Eintakter), der Basslauf erinnert an Eddie Cochrans Something Else. Eine leicht veränderte Form von Sleng Teng stellt der Agony-Riddim dar (ebenfalls von King Jammy), von dem wiederum der Sick/Westmoreland Sensi-Riddim eine abgewandelte Riddim-Version ist. Hörbeispiel
- Tempo: Der Rivale von King Jammy in den 1980er Jahren war King Tubby, der sich in den 1970er Jahren als Erfinder des Dubs einen Namen machte. Ebenfalls 1985 nahm er mit Tempo (einer abgewandelten Schreibweise von Temper) von Anthony Red Rose einen Hit auf, in dem erstmals eine Tweeter Box die Gesangsstimme verfremdete. Tempo und Stalag klingen ähnlich, ersterer passt zu Moll-, letzterer zu Dur-Harmonien. Hörbeispiel

### Dancehall/Ragga-Riddims
In jüngster Zeit greifen Urheberrechtsgesetze verstärkt in Jamaika, so dass Ragga-Riddims meist nur von einem Produzenten herausgegeben werden. Welche Riddims zu Klassikern werden, muss sich erst zeigen. Folgende wären in chronologischer Reihenfolge gute Kandidaten: Joyride, Filthy, Badda Badda, Street Sweeper,  Diwali, Doctor’s Darling, Eighty Five, Coolie Dance, Applause, Wipe Out, Marchout.

## Wichtige Riddim-Produzenten

### Aus Jamaika
- Lloyd „King Jammy“ James / Labels: Jammy'$, Kingston 11 (neben einigen der wichtigsten Riddims der Digital-Ära (Sleng Teng, Punaany, Duck Dance und Della Move) auch dutzende Neufassungen von Studio One- und anderen klassischen Riddims, oft mit neu eingesungenen Versionen der Originallieder mit ihren früheren Sängern (zum Beispiel A Love I Can Feel, Far East, Stalag, Death In The Arena, No Warrior und Real Rock) in digitaler Manier)
- Robert „Bobby Digital“ Dixon / Labels: Digital B, Brickwall (unter anderem One To One Riddim sowie zahlreiche Nachbauten klassischer (zum Beispiel Stalag, Undying Love und Hold On) sowie digitaler Riddims (zum Beispiel Soap, Sick und Poco Man Jam))
- Maurice „Jack Scorpio“ Johnson / Label: Black Scorpio (schuf neben digitalen Riddims wie Lazy Body und Friends For Life sowie vielen neu eingespielten klassischen Riddims auch dem „Modern Roots“-Genre zuzurechnende Riddims wie den „Angel“ Riddim)
- George Phang / Labels: Power House, Kemarley (vor allem in den 80er Jahren viele Top-Hits mit Versionen von Heavenless, Talk About Love und Rougher Yet)
- Dave „Rude Boy“ Kelly (viele erfolgreiche Dancehall-Riddims, unter anderem Pepperseed, Joyride, Fiesta, Eighty Five, Overdrive, Stage Show)
- Don „Corleon“ Bennet (Dancehall-Riddims: zum Beispiel Drop Leaf, Sweat, Gully – Singles: zum Beispiel Sean Paul – Give It Up To Me)
- Stephen „Di Genius“ McGregor (Seine düsteren Riddims wurden seit 2007 immer populärer und prägen Dancehall derzeit stark)

### Aus Deutschland
- Pionear (unter anderem Rodeo (Seeed – Ding, Dr. Ring-Ding – Lala), Typhoon, Cure (Seeed – Release), Money Bag (Ronny Trettmann – Sommer), Messer Banzani, World Report (Seeed – Na sauber), Bitch, Geisha, Arena)
- Seeed (unter anderem Doctor’s Darling Riddim (Nosliw – Nur Dabei, Seeed – Waterpumpee, Tanya Stephens – It’s A Pity, Dr. Ring-Ding – Doctor’s Darling, General Degree – It No Matter), FrogAss-Riddim (Seeed – Dickes B), Pharaoh Riddim (Seeed – Music Monks, Seeed – Miss Gorgeous, Dr. Ring-Ding – Bombs Over Baghdad))
- Ganjaman (unter anderem Too long (Nosliw – Geht Es Uns An?))
- Pow Pow Movement (Riddims unter anderem: Shanty Town, Blaze, Superior, Gladiator, Overstand)

### Aus Frankreich
- Scorblaz (Riddims unter anderem: Aspic, Vernum, Godzilla)
- Traxx (Riddims unter anderem: B52, Dirty Tighty)
- Laskez (Riddims unter anderem: Aaxxia, Savage, Horseride, Aaxxiom, Axx Attack)